# Carboxisoma

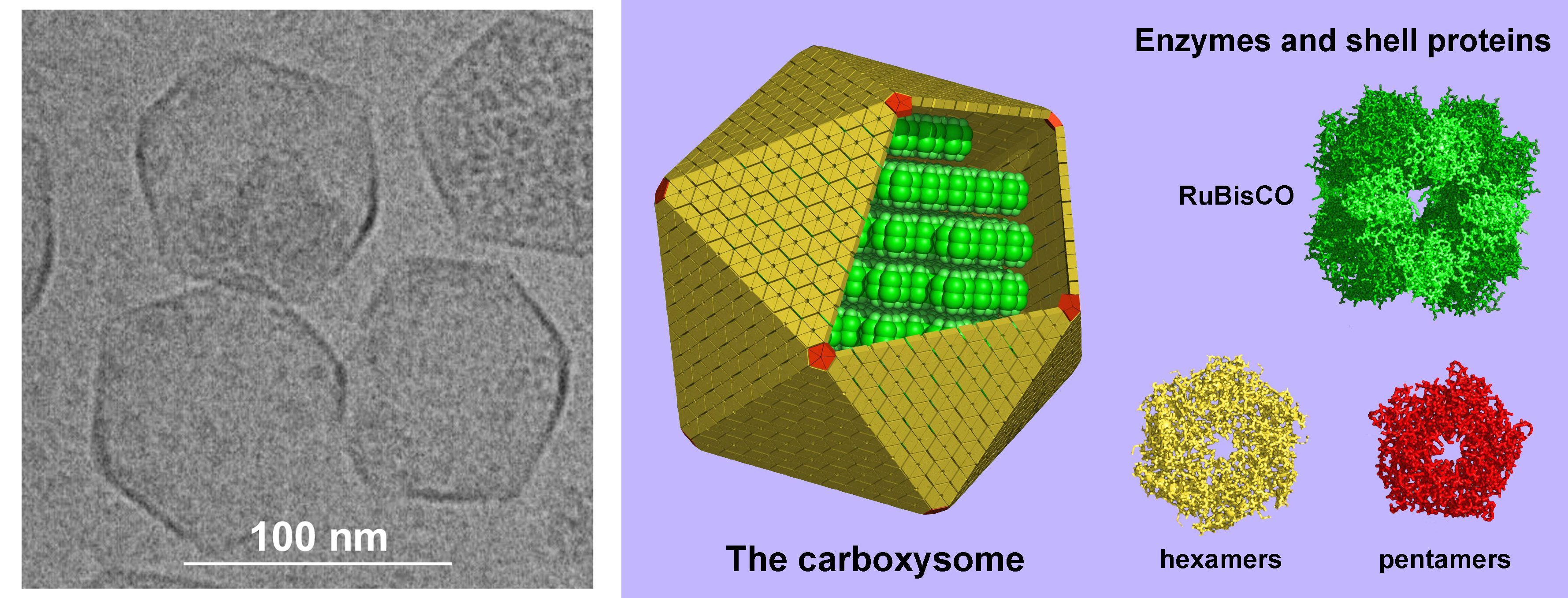
Els carboxisomes són orgànuls bacterians tancats per proteïnes. Al'esquerra imatge de carboxisomes, i a la dreta un model de la seva estructura.

Els carboxisomes són microcompartiments bacterians que contenen enzims implicats en la fixació del carboni. Els carboxisomes estan fets de closques polihèdriques de proteïna d'uns 80 a 140 nanòmetres de diàmetre. Aquests compartiments es creu que concentren diòxid de carboni per vèncer la ineficiència del RuBisCO. Aquests orgànuls es troben en tots els cianobacteris i en molts bacteris quimiòtrofs que fixen carboni.

## Descobriment

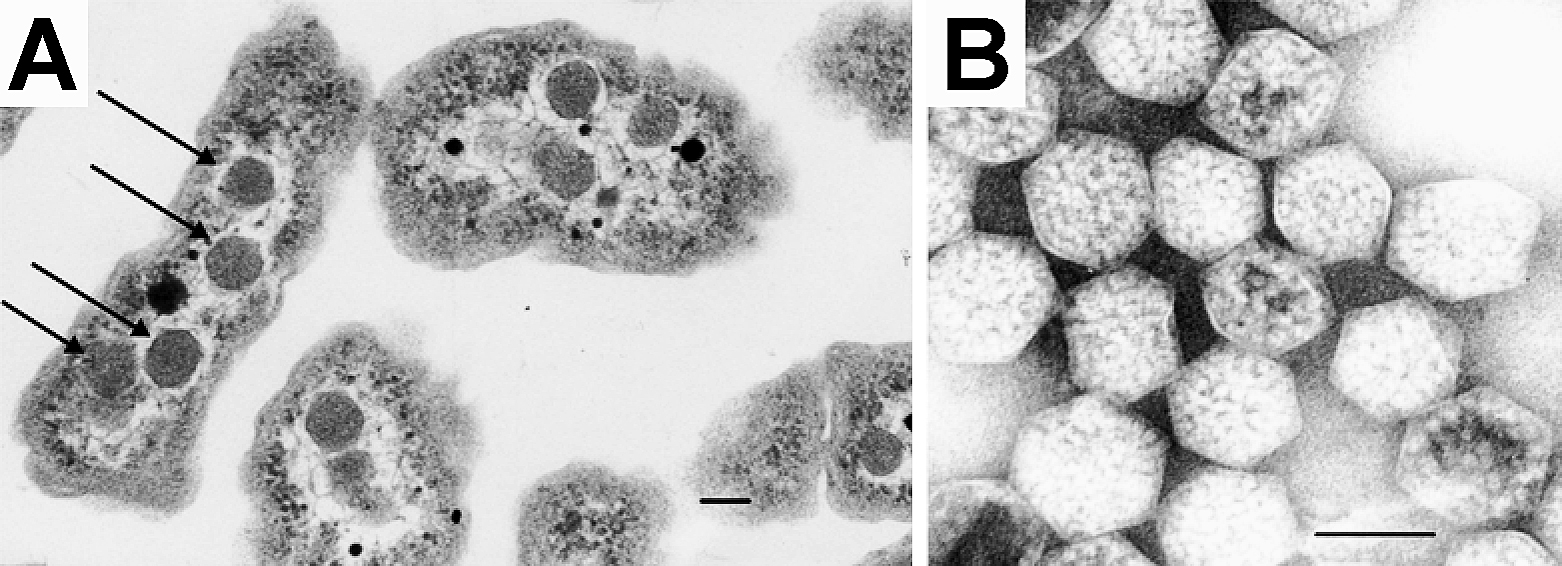
(A) cèl·lules d'Halothiobacillus neapolitanus, les fletxes assenyalen els carboxisomes. (B) Imatge de carboxisomes aïllats d'H. neapolitanus. Les barres de l'escala indiquen 100 nm.

Els primers carboxisomes es van veure l'any 1956, utilitzant microscopia electrònica, en el cianobacteri Phormidium uncinatum El 1961 es van trobar en alguns dels bacteris quimiòtrofs fixadors de carboni, per exemple, Halothiobacillus, Acidithiobacillus, Nitrobacter i Nitrococcus).